# ولفرام ووتکه
ولفرام ووتکه (به آلمانی: Wolfram Wuttke) بازیکن فوتبال و هافبک اهل آلمان بود که از سال ۱۹۸۶ میلادی عضو تیم ملی فوتبال آلمان شد. وی در ۴ بازی ملی حضور داشت و آخرین بازی ملی خود را در سال ۱۹۸۸ میلادی انجام داد. ولفرام ووتکه در بازی‌های ملی‌اش ۱ گل به ثمر رساند.